# Bernardo José Bueno Miele
Bernardo José Bueno Miele (São Bernardo do Campo, 10 de setembro de 1923 - Ribeirão Preto, 22 de dezembro de 1981) foi arcebispo da Arquidiocese de Ribeirão Preto.

## Vida
Bernardo cursou o primário na Escola Dom Bosco de São Bernardo do Campo e o ginásio no Colégio Arquidiocesano dos Irmãos Maristas, no distrito de Vila Mariana, em São Paulo. Em 1945, aos 22 anos, quando concluiu o segundo ano de engenharia na Escola Politécnica da Universidade de São Paulo, abraçou a vida eclesiástica e entrou no Seminário Central de São Paulo. Em 1947, foi para Roma, onde cursou teologia na Faculdade de Teologia da Pontifícia Universidade Gregoriana e se licenciou em 1951.
Foi feito sacerdote em 8 de dezembro de 1950 pelo Cardeal Aloísio Masella na Igreja do Santíssimo Nome de Jesus. Em 1953, licenciou-se em direito canônico na Universidade Gregoriana e regressou ao Brasil. O Cardeal Carlos Carmelo de Vasconcelos Motta nomeou-o professor e diretor espiritual do Seminário Central de São Paulo, oficial do Tribunal Eclesiástico e assistente da Junta Arquidiocesana de Ação Católica. Em 1961, foi reitor do Seminário Central de Filosofia de Aparecida e regente das cadeiras de filosofia moral e teologia. 
Em 22 de novembro de 1962, foi eleito bispo-titular de Bararo e auxiliar da Arquidiocese de Campinas. Sua ordenação episcopal ocorreu sob o Arcebispo Paulo de Tarso Campos na Catedral de Campinas em 10 de fevereiro de 1963, tendo como co-consagrantes o Arcebispo Antônio Maria Alves de Siqueira e o Arcebispo Agnelo Rossi. Sob orientação de Paulo, dedicou-se ao acompanhamento das atividades pastorais da arquidiocese. Dada a saúde fragilizada do arcebispo, fez visitas pastorais, promoveu encontros e planejamento com o Secretariado de Coordenação, dinamizou as regiões pastorais informalmente encontrou clérigos e leigos. Incentivou então a renovação litúrgica, oferecendo subsídios, orientando párocos pessoalmente e dando apoio à equipe que iniciou a obra.
Em 25 de janeiro de 1967, papa Paulo VI (1963–1978) nomeou-o arcebispo titular de Upema e coadjutor com direito a sucessão do arcebispo Felício César da Cunha Vasconcelos, na Arquidiocese de Ribeirão Preto, onde tomou posse em 3 de abril de 1967. Com o falecimento de Felício, assumiu a arquidiocese em 12 de julho de 1972. Em dezembro de 1980, submetido a exames médicos, iniciou uma série de tratamentos até seu falecimento. Estava em viagem de repouso até a cidade de Aparecida do Norte, onde passaria o Natal. A caminho, visitou o bispo João Bergese em Guarulhos, quando foi acometido de mal súbito e imediatamente internado, vindo a falecer em em 22 de dezembro de 1981 às 22h30, no Hospital Stella Maris, em Guarulhos. 
Seu sepultamento ocorreu em 23 de dezembro, às 10h00, na Catedral de Ribeirão Preto, após missa presidida pelo cardeal Paulo Evaristo Arns, com a participação de 19 Bispos e mais de 100 padres e diáconos.